# Earl Park
Earl Park è un comune degli Stati Uniti d'America, situato nello Stato dell'Indiana, nella contea di Benton.